# Zipazgo

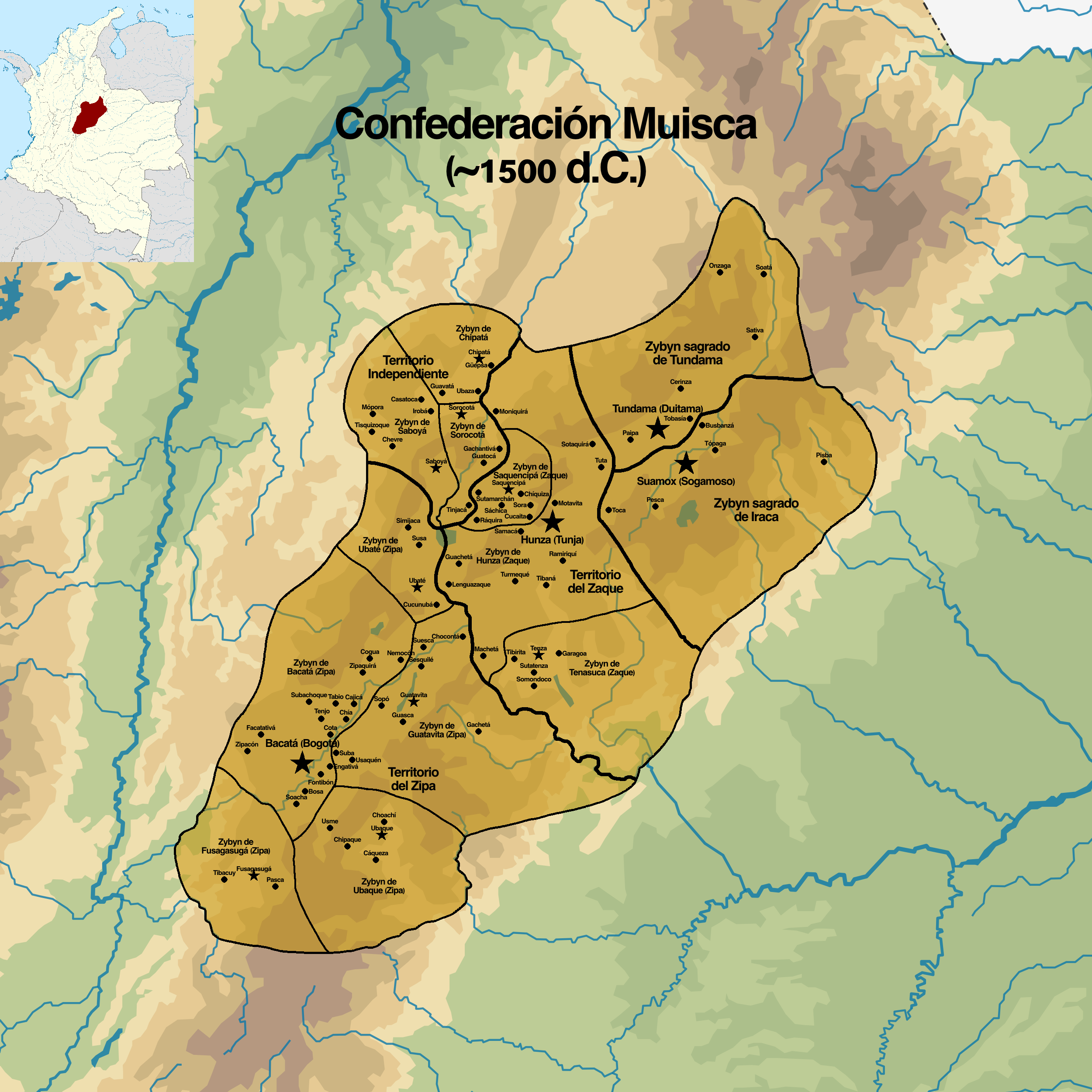
Mapa de la Confederación Muisca. En color verde claro se muestra el territorio del Zipazgo.

El Zipazgo fue una de las principales divisiones político-administrativas del territorio de la Confederación Muisca, que fue la organización prehispánica de los muiscas antes de la invasión española. Su capital era Funza, del Clan de Bacatá. El gobernante supremo del Zipazgo era el Zipa. 

## Organización
En el altiplano cundiboyacense, en el área central del Departamento de Cundinamarca, y en parte de las vertientes oriental y occidental de la Cordillera Oriental, estaban asentados los muiscas sujetos al Zipazgo, es decir, bajo el dominio del Zipa de Bacatá (Bogotá).  Subordinados en la jerarquía al Zipa y a los psihipqua o caciques ("príncipes") que reconocían su sujeción a él, estaban los zibyntyba, llamados por los españoles "capitanes" de las zibyn o sybyn y a estos los utatyba ("capitanías menores"), líderes de las comunidades o uta. Los zibyn eran matrilinajes y la descendencia de los jefes correspondía al hijo de su hermana, de modo que el sucesor del Zipa era su sobrino, el cacique de Chía.
La expansión del Zipazgo comenzó con Saguamanchica, quien subordinó a los caciques de Ubaque y Fusagasugá. Su sucesor, Nemequene sometió al psihipqua de Guatavita. A la llegada de los europeos, el Zipa ejercía su dominio desde Chocontá y Ubaté hasta Tibacuy y había integrado los cacicazgos de Guatavita, Ubaque y Sumapaz (sutagaos). Los cronistas españoles trataban de traducir la organización del Zipazgo a la propia, explicando que el cacique de Tibacuy era como un "condestable", los de Guatavita y Ubaque como "duques", el de Chía como un "virrey" y el Zipa como el rey.  Durante la Colonia española, prácticamente todos los territorios sujetos al Zipa conformaron la Provincia de Santafé de Bogotá, salvedad hecha de las áreas de Chiquinquirá y Saboyá, que entraron a formar parte de la provincia de Tunja.
Los cronistas de Indias, para el caso del Nuevo Reino de Granada, coinciden en señalar que el Zipa tenía más poder político que el Zaque. Lucas Fernández de Piedrahíta refiere que el Zaque accedía al poder por mediación del Iraca de Suamox (Sogamoso), mientras que el Zipa lo hacía por dominación militar.

## Territorio
Los Zybyn, o Clanes muiscas pertenecientes al Zipazgo eran los siguientes:
| Zybyn               | Uta |
| ------------------- | --- |
| Zybyn de Bacatá     | Bacatá, Chía, Funza, Engativá, Fontibón, Facatativá, Tenjo, Subachoque, Tabio, Cota, Cajicá, Zipaquirá, Nemocón, Bosa, Zipacón y Soacha. |
| Zybyn de Guatavita  | Guatavita, Sesquilé, Guasca, Sopó, Usaquén, Tuna, Suba, Teusacá, Gachetá, Chocontá y Suesca.                                             |
| Zybyn de Ubaque     | Ubaque, Choachí, Chipaque, Cáqueza y Usme.                                                                                               |
| Zybyn de Ubaté      | Ubaté, Cucunubá, Simijaca, y Susa. |
| Zybyn de Fusagasugá | Fusagasugá, Pasca y Tibacuy. |

## Conformación etnográfica
En el territorio controlado por el Zipa habitaban grupos sometidos que pertenecían a etnias distintas, entre los que estaban los sutagaos, los chíos o suraguas y los llamados guapis, búchipas o macos. En términos generales, además de los territorios muiscas sujetos al Zipa, en el suroccidente de la provincia de Santafé, en el Valle de Fusagasugá y hasta las márgenes del río Sumapaz, estaban asentados los sutagaos, grupo de probable origen panche, incorporado al Zipazgo mucho antes de la llegada de los europeos. La parte suroriental del Departamento de Cundinamarca (actuales municipios de Ubalá, Medina, Gachalá, Gama, Gachetá y Paratebueno -La Naguaya-) habría estado habitada por los guayupes. Sin embargo, en el siglo XVII los indígenas de esta área se identificaban como tributarios del Zybyn de Guatavita y rechazaban la denominación de chíos que les daban los muiscas y la de suraguas, como los llamaban los pueblos de los Llanos Orientales. Los actuales municipios de Quetame y Fosca habrían sido parte del Zipazgo, mientras que Gutiérrez y Guayabetal habrían estado ocupados por guayupes. Sin embargo, Gutiérrez (antes llamado Chuntiva) y Fosca estaban ocupados por guapis, búchipas, macos o maus, de cultura chibcha. Dado que al parecer Quetame fue segregada de Fosca, y Guayabetal de Fosca y Quetame, tentativamente puede plantearse que presentaron una ocupación étnica similar a la de los otros dos municipios.
Debe subrayarse lo que se anotó anteriormente sobre la sujeción de otras etnias, como los sutagaos, los chíos o suraguas y los llamados guapis, búchipas o macos bajo el dominio del Zipa. Dichos grupos no muiscas formaban parte de su organización política y, a veces, terminaban por identificarse como tales, aunque los muiscas los siguieran considerando foráneos.